# Phreatodytes relictus
Phreatodytes relictus là một loài bọ cánh cứng trong họ Noteridae. Loài này được Uéno miêu tả khoa học đầu tiên năm 1957.